# Greutungos
Los greutungos fueron un pueblo gótico de las estepas ucranianas de los siglo III y IV, que tuvieron contactos cercanos con los tervingos del oeste del río Dniester, otro pueblo gótico. Puede que fuese el mismo pueblo que los ostrogodos.

## Historia

Götaland
Gotland
Cultura de Wielbark a principios del siglo III
Cultura de Cherniajov a principios del siglo IV
Imperio romano

Jordanes, un historiador bizantino de mediados del siglo VI, identifica el reino greutungo del siglo IV con el reino ostrogodo de los siglos V y VI. Jordanes también describe un gran reino greutungo a finales del siglo IV, pero Amiano Marcelino, un historiador de esta época, no lo menciona. Historiadores modernos como Peter Heather o Michael Kulikowski dudan de que tuviera una gran extensión y sugieren que pudo haber uno o más reinos de tamaño pequeño.

## Relación con los ostrogodos
La división de los godos está atestiguada por primera vez en el año 291. Amiano Marcelino, que escribió su obra no antes del año 392 y quizá más tarde del 395, fue el primero en nombrarlos; basó su relato en las palabras de un jefe tervingio atestiguado ya en el año 376. Los ostrogodos se nombran por primera vez en un documento fechado en septiembre del año 392 en Milán. Claudiano menciona que ostrogodos y greutungos habitaban en Frigia. Según Herwig Wolfram, las fuentes primarias usan los términos tervingos-greutungos y vesos-ostrogodos y nunca mezclan los pares. Los cuatro nombres se usaron juntos, pero el emparejamiento siempre se conservó, como en greutungos, austrogodos, tervingos y visos.
Tanto Wolfram como Thomas Burns concluyeron que el término «greutungo» fue el identificador geográfico utilizado por los tervingos para describir a un pueblo que se llamaban a sí mismos ostrogodos. El término dejó de usarse después de que los godos fueran desplazados por las invasiones hunas. En apoyo de esto, Wolfram cita a Zósimo refiriéndose a un grupo de escitas del norte del Danubio que fueron llamados greutungos por los pueblos del norte del Ister. Wolfram concluye que fueron los tervingos los que se quedaron allí tras la conquista huna. Según esto, greutungos y ostrogodos son más o menos el mismo pueblo.
Que los greutungos fueron los ostrogodos también está apoyado por Jordanes, que identificó a los reyes ostrogodos desde Teodorico el Grande hasta Teodato como los herederos del rey greutungo Hermanarico. La idea de un pueblo godo dividido desapareció progresivamente tras su entrada en el Imperio romano.